# El hombre inquieto
El hombre inquieto es una película de comedia y drama mexicana de 1954 dirigida por Rafael Baledón y protagonizada por Germán Valdés «Tin-Tan», Martha Valdés, Sara García, Joaquín Pardavé y Joaquín García «Borolas». En la cual destaca la participación musical del Trío Los Panchos.

## Argumento
Germán Valdés, un vendedor de periódicos, es embaucado por un oportunista pretende hacerlo pasar por el hijo de su futuro suegro, el cual es un inmigrante árabe llamado Raful Caim. El hombre acepta participar en la farsa, más obligado por las circunstancias que por propia conveniencia y debe de soportar el rechazo de Doña Fátima Sayeh, la legítima esposa de Don Raful. Lo único que lo mantiene con ánimos de seguir es el amor que le despierta Elena, su supuesta hermanastra.

## Elenco
- Germán Valdés como Germán Valdés/Abel Caim
- Martha Valdés como Elena Caim.
- Joaquín Pardavé como Don Raful Caim.
- Sara García como Doña Fátima Sayeh.
- Joaquín García "Borolas" como Eduardo Pinilla.
- Tito Novaro como Roque Barrios Pérez.
- Pedro de Aguillón como Sirviente.
- Arturo Soto Rangel como Don Fausto.
- Los Panchos
- Armando Acosta como Invitado a boda.
- Daniel Arroyo coo Invitado a boda.
- Lupe Carriles como Camila, cocinera.
- Silvia Carrillo como Chica en Piscina
- Hortensia Clavijo como Voceadora.
- Ángel Di Stefani como Cliente de voceador.
- Enedina Díaz de León como Clienta del carnicero.
- Ana María Hernández como Invitada a boda.
- Elodia Hernández como Doña Eulalia, madre de Roque.
- Guillermo Hernández como Voceador.
- Josefina Holguín como Voceadora.
- José «El Ojón» Jasso como Tomás, mayordomo.
- María de los Ángeles Loya como La Consentida.
- Concepción Martínez como Sra. Martínez de Hoyo.
- Paco Martínez como Invitado a boda.
- Rosa María Moreno como Silveria.
- Pepita Morillo como Invitada a boda.
- José Pidal como Don Arcipreste, padre de Roque.
- Ismael Pérez como Papelerito.
- Félix Samper como Don Genaro Martínez de Hoyo.
- Antonio Sandoval como Compañero del juez.
- María Valdealde como Invitada a boda.
- Manuel «Loco» Valdés como Cliente de tienda.
- Hernán Vera como Jovito.
- Caridad Vázquez como Bailarín.
- Mercedes Vázquez como Bailarina.

- Datos: Q5352446